# ソルトレイクシティ
ソルトレイクシティ（Salt Lake City）は、アメリカ合衆国のユタ州の州都。同州の最大都市で、市内の人口は約20万人（2020年推計）であるが、都市的地域人口は約126万人、オグデンやプロボを含む都市圏人口は約245万人（2021年推計）におよぶ。
末日聖徒イエス・キリスト教会が築いた宗教都市であり、同教の本部が置かれている。ロッキー山脈の西部にあたる州の北部に位置し、西部高原地域の経済・文化の中心地となっている。2002年に第19回冬季オリンピック・第8回冬季パラリンピックが開催され、2034年に第27回冬季オリンピック・第16回冬季パラリンピックが再び開催される予定。

## 歴史

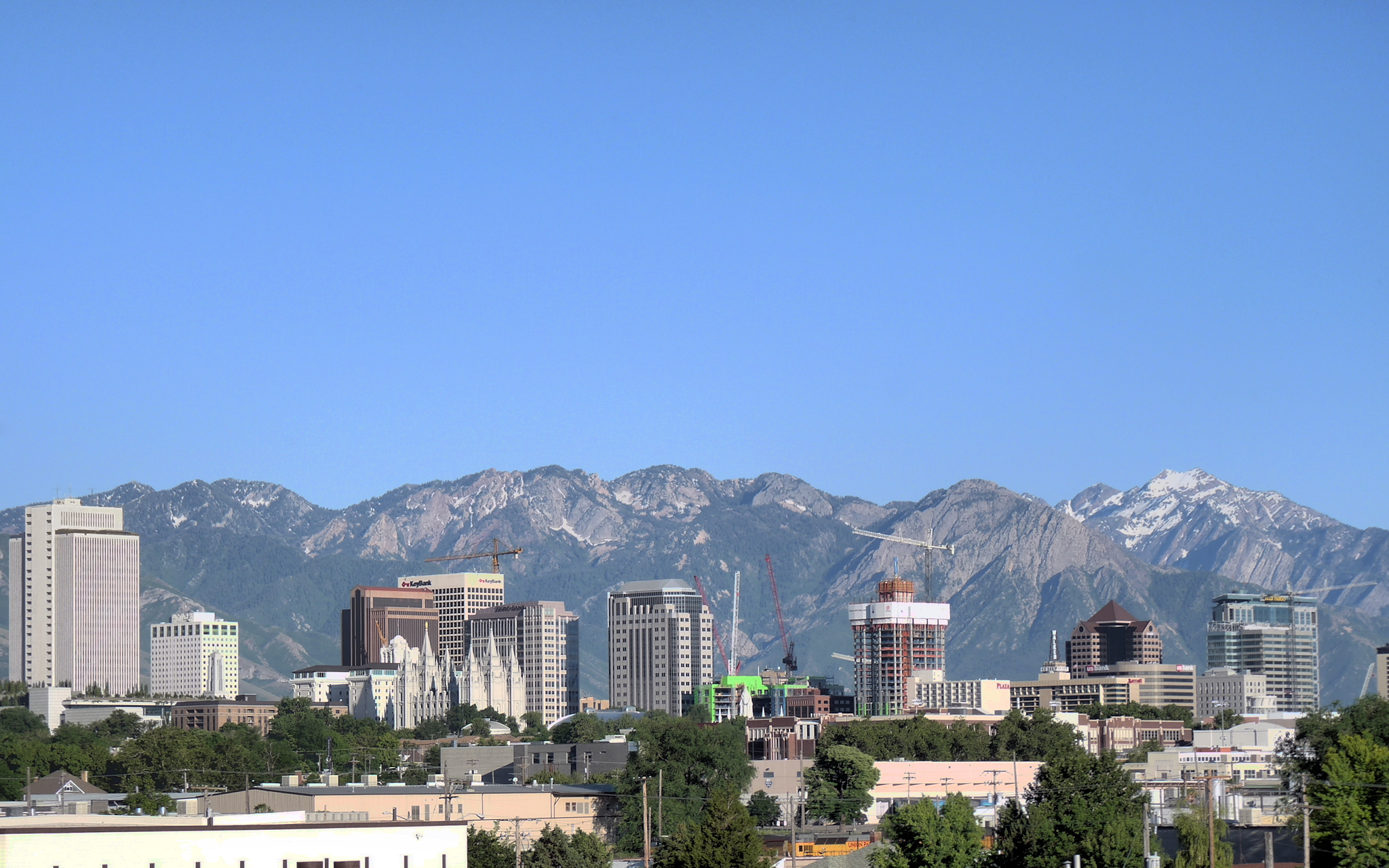
ソルトレイクシティのダウンタウン

ソルトレイクシティはモルモン教が拓いた町として知られる。
1830年にジョセフ・スミス・ジュニアによって創設されたモルモン教は、教義や急激な拡大により度々周囲との衝突を余儀なくされた。1831年にミズーリ州ジャクソン郡インディペンデンスを拠点とするが抗争により追放される。続いてミズーリ州ファー・ウエストやイリノイ州ナヴーへの入植を試みるも失敗する。1844年、初代教祖ジョゼフ・スミス・ジュニアが暴徒の襲撃を受け死亡、ブリガム・ヤングに率いられた一派はフロンティアを求めモルモン開拓者として西方に移動を開始した。
1847年7月24日、グレートソルト湖南東の砂漠にヤングは都市を築くことを宣言した。周辺は山岳や荒野、塩湖に囲まれた苛酷な環境であったが、1848年の人口は5000人、翌年8000人と増加し、さらにゴールドラッシュの中継地点となったことが発展を確実なものとした。その後も駅馬車や大陸横断鉄道の要所として成長を続けたが、モルモン教を巡る混乱と議論はユタ戦争やユタ準州の昇格問題など、その後もしばらく続いた。
第二次世界大戦中に太平洋岸の諸都市で強制収容キャンプに移住させられた日系人を戦後積極的に受け入れたことから、現在でもアメリカにおいて日系人の比率が高い都市の一つとなっている。

## 地理
ソルトレイクシティは北緯40度45分、西経111度53分に位置している。総面積は285.9 km² (110.4 mi²) である。同市はソルトレイクバレーに位置し、海抜1,320m（4,327フィート）の高地にある。ちなみに北緯はニューヨークとほぼ同じである。鉱産資源が豊富で、特に金の産出量は全米で一二を争う。また、シリコンバレーのようにIT産業の発展を目指しており、ソフトウェアバレーと名乗って、誘致に乗り出している。
市の西側にはグレートソルトレイク（大塩湖）が広がり、ここからソルトレイクの名が由来している。グレートソルトレイクはイスラエルの死海のように海水より塩分が濃い湖である。周辺には雪質の良いスキー場を多数有し、スキーリゾートの中心地としても賑わう。

## 気候
ケッペンの気候区分では地中海性気候（Csa）に該当する。
| ソルトレイクシティの気候 | ソルトレイクシティの気候 | ソルトレイクシティの気候 | ソルトレイクシティの気候 | ソルトレイクシティの気候 | ソルトレイクシティの気候 | ソルトレイクシティの気候 | ソルトレイクシティの気候 | ソルトレイクシティの気候 | ソルトレイクシティの気候 | ソルトレイクシティの気候 | ソルトレイクシティの気候 | ソルトレイクシティの気候 | ソルトレイクシティの気候 |
| 月                       | 1月                      | 2月                      | 3月                      | 4月                      | 5月                      | 6月                      | 7月                      | 8月                      | 9月                      | 10月                     | 11月                     | 12月                     | 年                       |
| ------------------------ | ------------------------ | ------------------------ | ------------------------ | ------------------------ | ------------------------ | ------------------------ | ------------------------ | ------------------------ | ------------------------ | ------------------------ | ------------------------ | ------------------------ | ------------------------ |
| 最高気温記録 °C （°F）   | 17.2 (63)                | 20.6 (69.1)              | 26.7 (80.1)              | 31.7 (89.1)              | 37.2 (99)                | 40.0 (104)               | 41.7 (107.1)             | 41.1 (106)               | 37.8 (100)               | 31.7 (89.1)              | 23.9 (75)                | 20.6 (69.1)              | 41.7 (107.1)             |
| 平均最高気温 °C （°F）   | 3.0 (37.4)               | 6.2 (43.2)               | 12.1 (53.8)              | 16.4 (61.5)              | 22.2 (72)                | 28.3 (82.9)              | 33.7 (92.7)              | 32.5 (90.5)              | 26.2 (79.2)              | 18.2 (64.8)              | 9.7 (49.5)               | 3.3 (37.9)               | 17.7 (63.9)              |
| 日平均気温 °C （°F）     | −1.4 (29.5)              | 1.2 (34.2)               | 6.4 (43.5)               | 10.3 (50.5)              | 15.4 (59.7)              | 20.9 (69.6)              | 25.9 (78.6)              | 25.0 (77)                | 18.9 (66)                | 11.7 (53.1)              | 4.4 (39.9)               | −0.9 (30.4)              | 11.6 (52.9)              |
| 平均最低気温 °C （°F）   | −5.8 (21.6)              | −3.8 (25.2)              | 0.9 (33.6)               | 4.2 (39.6)               | 8.8 (47.8)               | 13.6 (56.5)              | 18.2 (64.8)              | 17.4 (63.3)              | 11.7 (53.1)              | 5.2 (41.4)               | −0.8 (30.6)              | −5.2 (22.6)              | 5.4 (41.7)               |
| 最低気温記録 °C （°F）   | −30.0 (−22)              | −34.4 (−29.9)            | −16.7 (1.9)              | −10.0 (14)               | −3.9 (25)                | 1.7 (35.1)               | 4.4 (39.9)               | 2.8 (37)                 | −2.8 (27)                | −8.9 (16)                | −25.6 (−14.1)            | −29.4 (−20.9)            | −34.4 (−29.9)            |
| 降水量 mm （inch）       | 33.0 (1.299)             | 33.0 (1.299)             | 45.7 (1.799)             | 50.8 (2)                 | 50.8 (2)                 | 25.4 (1)                 | 15.2 (0.598)             | 17.8 (0.701)             | 30.5 (1.201)             | 38.1 (1.5)               | 38.1 (1.5)               | 35.6 (1.402)             | 408.9 (16.098)           |
| 降雪量 cm （inch）       | 31.8 (12.52)             | 27.2 (10.71)             | 16.5 (6.5)               | 10.2 (4.02)              | 0.8 (0.31)               | 0 (0)                    | 0 (0)                    | 0 (0)                    | 0 (0)                    | 3.6 (1.42)               | 19.3 (7.6)               | 33.5 (13.19)             | 142.7 (56.18)            |
| 出典：Weatherbase        |                          |                          |                          |                          |                          |                          |                          |                          |                          |                          |                          |                          |                          |

## 教育
教育はソルトレイクバレーの中で最も進んでいる。1847年、先駆者のジェーン・ディルウォースは最初の末日聖徒イエス・キリスト教会会員となった家族のために開拓者のテントで教育を行った。19世紀末には宗教教育の割合について会員と非会員との間で議論が起きたが、合意に漕ぎつけなかった。現在、会員の高校生（日本の中学3年生 - 高校3年生に相当）の多くが、何らかの形式の宗教教育を受けている。
高い出生率と教室の大きさから、ユタ州は学生一人あたりに費やされる額が他に比べ少ない。そのため多くの企業が学校に寄付をするなどして支援している。

### 大学
- ユタ大学
- ウェストミンスター大学
- LDSビジネスカレッジ（英語版）
- ソルトレイク・コミュニティ・カレッジ（英語版）

### 高校
- イースト高校 - ハイスクール・ミュージカルの舞台
- ウェスト高校

## 交通

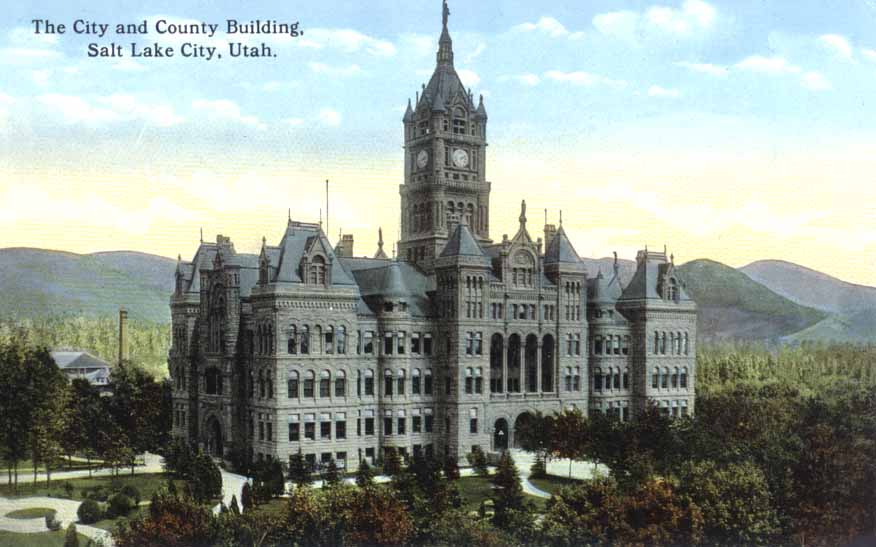
州議事堂と兼用の市議事堂

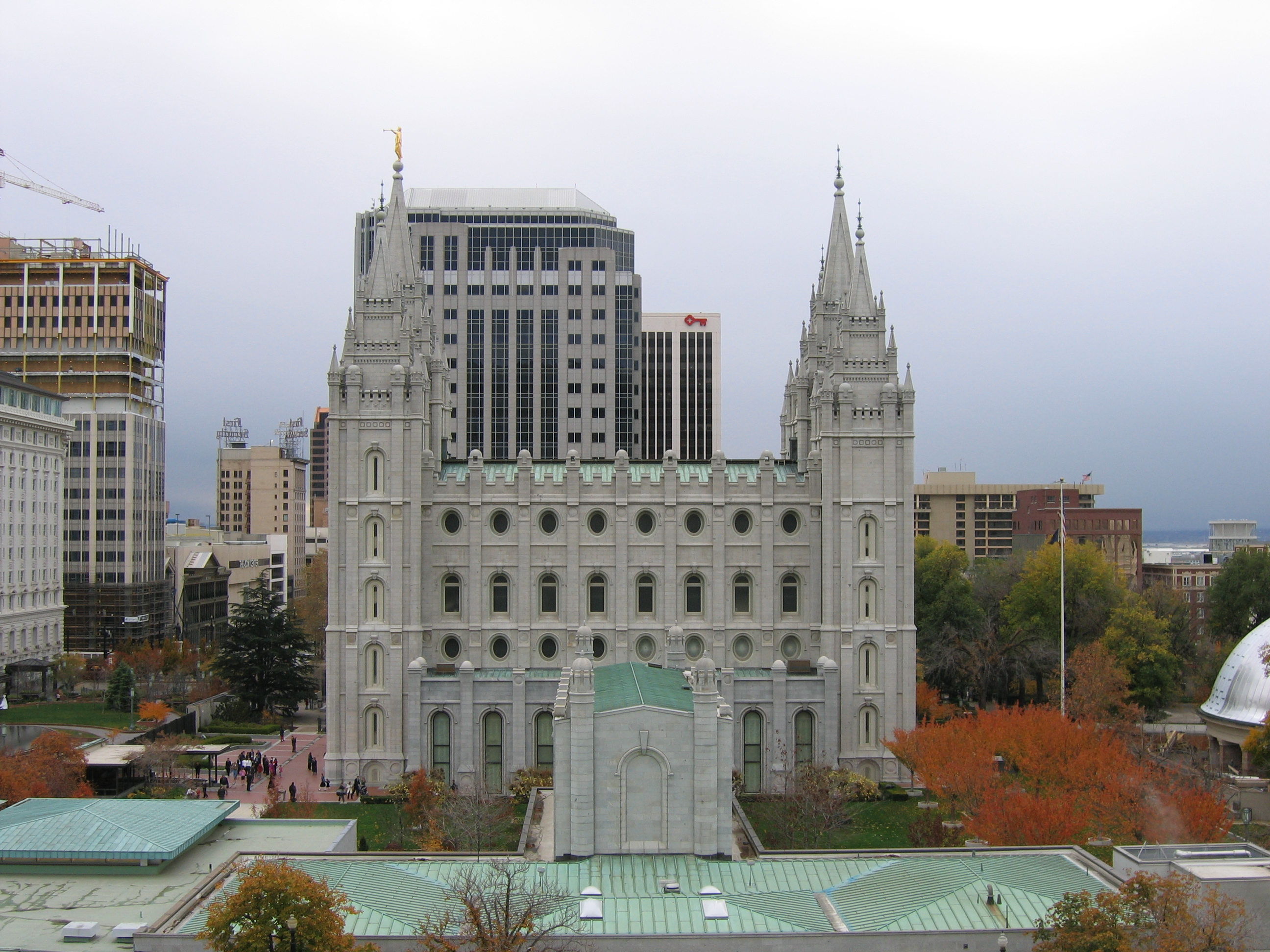
ソルトレイク神殿

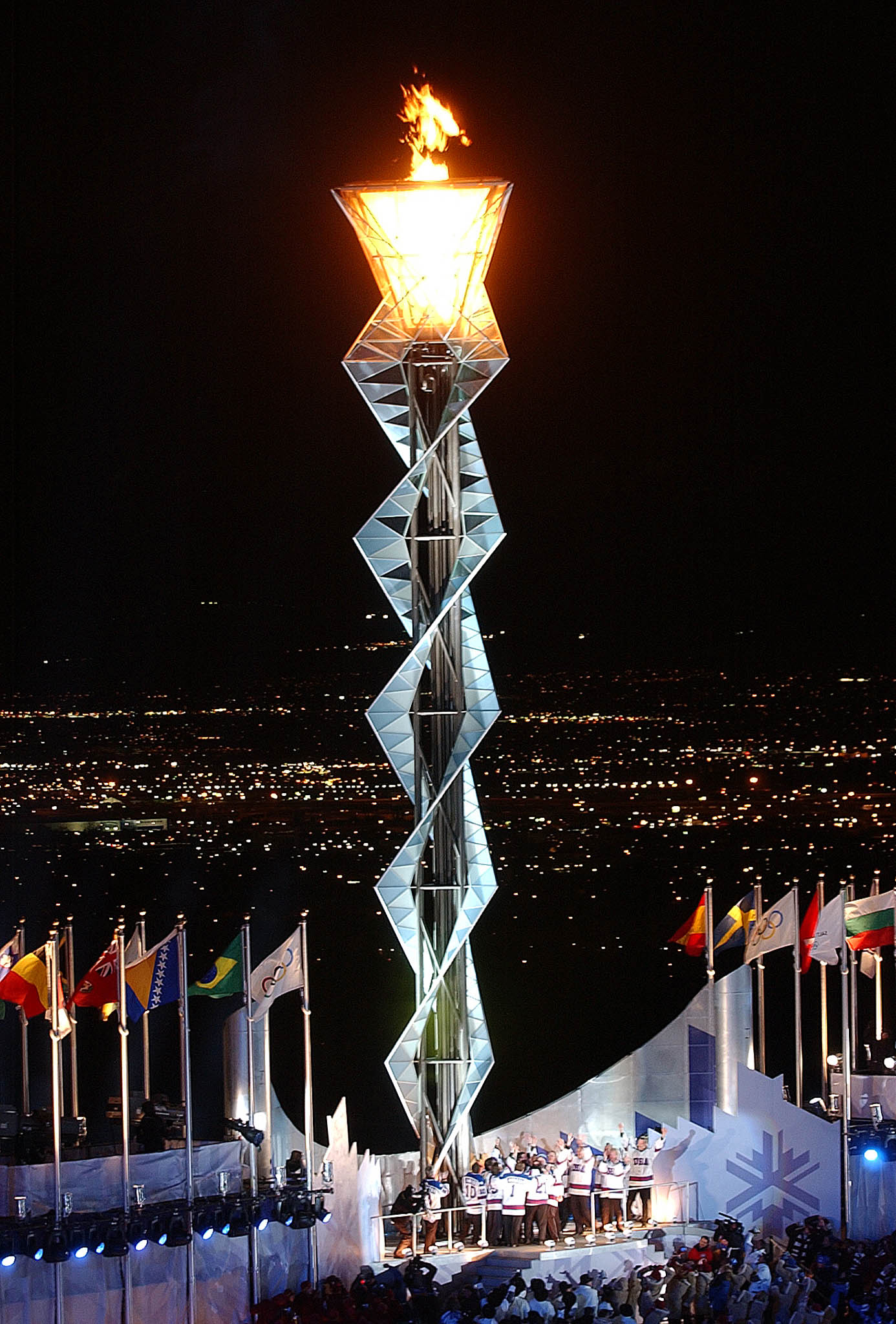
2002年冬季オリンピック時に建てられた聖火台

### 道路
4つの高速道路が走っている。
- 州間高速道路15号線
- 州間高速道路80号線
- 州道201号線
- 州間高速道路215号線

### 鉄道
ユタ交通公社（UTA）が運行するライトレール（TRAX）と中距離列車（FrontRunner）が走っている。また大陸横断鉄道の駅があり、カリフォルニア・ゼファー号などが停車する。近年は交通事情の改善を目指し、近隣都市への鉄道の敷設が計画されている。

### バス
UTAが100以上の路線バスを運行している。

### 空港
- ソルトレイクシティ国際空港 - デルタ航空のハブ空港。2009年6月から日本との直行便が就航していたが、現在は運休している。
  - デルタ航空によって成田と結ばれていた。

## その他
- 日本の長野県松本市と姉妹都市の関係にある。
- 1929年7月、北米大陸横断を試みていた日本の飛行家・後藤正志が、ソルトレイクを飛び立ちロックスプリングスに向かう途中で墜落死している。
- 1929年12月11日、名を本市に由来するペンサコーラ級重巡洋艦2番艦「ソルトレイクシティ」(USS Salt Lake City, CL/CA-25)が就役した。
- プロスポーツにNBAの強豪、ユタ・ジャズがある。なお、ユタはジャズが大して盛んではないが名前がジャズなのは、前身がルイジアナ州ニューオーリンズを本拠地としていたニューオーリンズ・ジャズであった名残である。また、2005年には、MLSに加盟するプロサッカークラブ、レアル・ソルトレイクが創設された。2024年にはNHLに新チームが創設された。
- 中国語では、都市名は音訳ではなく意訳で「塩湖城」である。日本でも明治時代には「塩湖府」と表記されていた。
- 1960年代中期、アーティストのビーチボーイズの人気が高かったことから、この町をテーマにした楽曲が作曲されている。

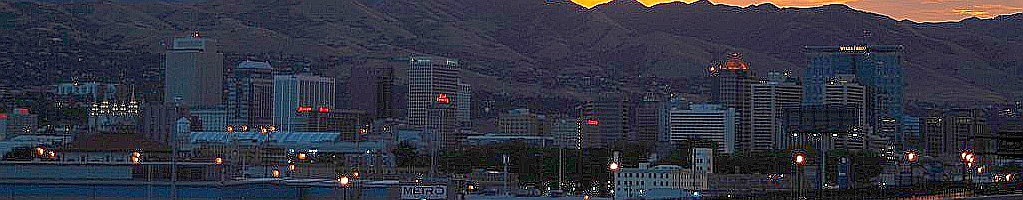
ソルトレイクシティのダウンタウン、2004年

## 姉妹都市
ソルトレイクシティは複数の姉妹都市を有している：
| - チェルニウツィー（ウクライナ） - 基隆市（中華民国） - 松本市（日本） - オルロ（ボリビア） | - ケソン（フィリピン） - Thurles（アイルランド） - トリノ（イタリア） |